# Valerio Jovine
Valerio Jovine (* 1975) ist ein italienischer Reggae-Musiker aus Neapel.
Jovine war lange die Stimme der Hip-Hop-Reggae-Truppe 99 Posse. Die Band rappte neben Italienisch auch in Neapolitanisch. Fast alle Songs haben einen gesellschaftspolitischen Bezug und auf ihren CDs steht ein „Politischer Preis“ (Don’t pay more than ....).
Das erste Album von 99 Posse, Curre Curre Guagliò, erschien 1993 und war vor allem von Reggae und Weltmusik beeinflusst. Cerco Tiempo (1996) und Corto Circuito (1998)  griffen drum 'n bass- und trip-hop-Elemente auf. Curre Curre Guaglio wurde selbst aufgenommen und vertrieben und erlangte so Kultstatus. Es kommt im Film „Sud“ von Gabriele Salvatores vor. 99 Posse besitzt ihr eigenes Label, Novenove, das ausschließlich Underground-Künstler produziert.
2015 veröffentlichte Jovine Parla piú forte (dt.: „Sprich lauter“), sein siebtes Album. Ungewöhnlicherweise nahm er 2014 bei „The Voice of Italy“ teil und wurde dadurch auch außerhalb der Reggae-Szene bekannter. Er coverte Like a Virgin von Madonna im Reggae-Style.
Jovine ist Vater einer Tochter, von der er auch auf Parla piú forte singt.

## Diskografie
- Ora, il manifesto, novenove (2005)
- Non ci sono se, sangue mostro -  Cuo Rap (CD), Jesce Sole (2014)
- Un altro viaggio, J-Ax - Il bello d’esser brutti, Best Sound, (2015)